# Diego Rosales Illanes
Diego Rosales Illanes (Miranda de Ebro, 29 de abril de 2003) es un futbolista español que juega como lateral izquierdo en el CD Mirandés "B" de la Tercera Federación.

## Trayectoria
Nacido en Miranda de Ebro, se forma en el CD Mirandés. Debuta con el filial el 31 de octubre de 2020 al entrar como suplente en los minutos finales de una victoria por 3-0 frente al Arandina CF en la Tercera División.
El 29 de agosto de 2022, tras finalizar su formación, asciende al filial en la Tercera Federación.Logra debutar con el primer equipo el 14 de agosto de 2023 al entrar como suplente en los minutos finales de una victoria por 4-0 frente a la AD Alcorcón en la Segunda División.

## Clubes
Actualizado al último partido disputado el 14 de agosto de 2023.
| Club            | País   | Año       | Partidos | Goles |
| --------------- | ------ | --------- | -------- | ----- |
| CD Mirandés "B" | España | 2020-act. | 14       | 1     |
| CD Mirandés     | España | 2023-act. | 1        | 0     |